# Sidi Ali El Korati
Sidi Ali El Korati (àrab سيدي علي الكراتي) és una comuna rural de la província d'Essaouira de la regió de Marràqueix-Safi. Segons el cens de 2014 tenia una població total de 6.546 persones.